# La llamada de África
La llamada de África és una pel·lícula bèl·lica espanyola de 1952 dirigida per César Fernández Ardavín.

## Argument
Ambientada al protectorat espanyol al Marroc en 1940, agents alemanys operant des de la Mauritània controlada per la França de Vichy intenten sabotejar un estratègic aeroport espanyol. Els espanyols i els seus aliats nadius marroquins poden evitar-ho. El protagonista és un oficial de l'exèrcit colonial espanyol que manté una relació sentimental amb una princesa amaziga. La pel·lícula fou feta en uns anys en què el règim franquista pretenia mantenir estretes relacions amb els Països àrabs i l'Orient Mitjà, promovent un concepte de germandat de sang que lligaria espanyols i marroquins.

## Repartiment
- Ali Beiba Uld Abidin
- Yahadid Ben Ahmed Lehbib
- Farachi Ben Emboiric
- Embarc Ben Mohamed Lamin
- Mario Berriatúa
- Tomás Blanco
- Fernando Heiko Vassel
- Tony Hernández
- José Jaspe
- José Manuel Martín
- Mayrata O'Wisiedo
- Ángel Picazo
- Gustavo Re
- Santiago Rivero
- Emilio Ruiz de Córdoba
- Gérard Tichy
- Irma Torres